# Sabie (rivière)
Pour les articles homonymes, voir Sabi.
 (mars 2015).
Si vous disposez d'ouvrages ou d'articles de référence ou si vous connaissez des sites web de qualité traitant du thème abordé ici, merci de compléter l'article en donnant les références utiles à sa vérifiabilité et en les liant à la section « Notes et références ».
La Sabie (en anglais : Sabie River) est un cours d'eau long de 230 km situé en Afrique du Sud et au Mozambique, et un affluent de l'Incomati. Il présente l'une des plus grandes biodiversités d'Afrique du Sud[réf. nécessaire].

## Géographie
Il nait sur les pentes du mont Anderson dans les monts Drakensberg à 2 286 m d'altitude, dans une région où la pluviométrie annuelle est d'environ 2 m, traverse la province de Mpumalanga, le parc national Kruger et s'achève au Mozambique. Il a un bassin versant de 7 096 km2 et s'achève au Mozambique en se jetant dans l'Incomati à une altitude de 40 m dans une région avec une pluviométrie annuelle de 45 cm. Ses principaux affluents sont les rivières Sand et Maritere. Il traverse les localités de Sabie, Skukuza et de Bas-Sabie.

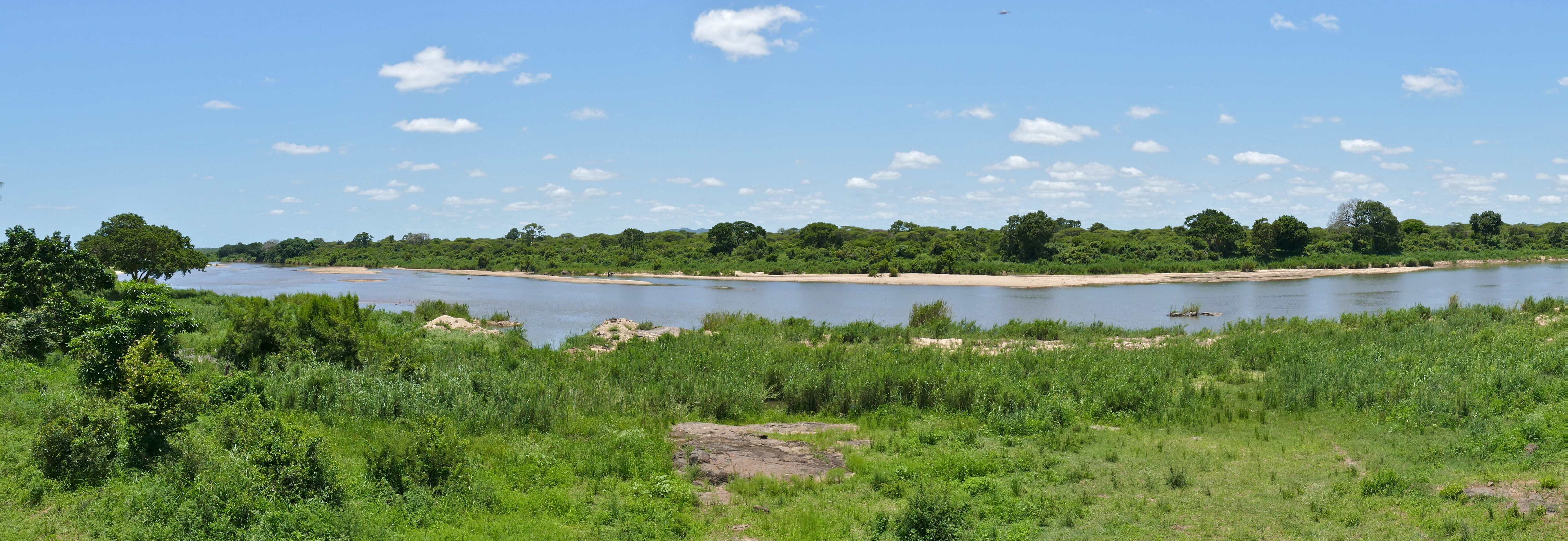
La Sabie dans le parc national Kruger, Afrique du sud

## Tributaire
Les tributaire:
- Bejanispruit
- Klein-Sabierivier
- Langspruit
- Mac-Macrivier
- Mariterivier
- Motitserivier
- Mhlambanyatsirivier
- Ngwaritsanarivier
- Ngwenyamenirivier
- Noord-Sandrivier
- N'waswitshakarivier
- N'watindlopfuspruit
- N'watinwamburivier
- Phabenirivier
- Sabaanrivier
- Salitjespruit
- Sandrivier
- Saringwarivier